# 김태원 (축구인)
김태원(한국 한자: 金泰元, 1985년 10월 2일 ~ )은 대한민국의 전 축구 선수이며, 포지션은 미드필더였다.